# Cây cam ngọt của tôi
Cây cam ngọt của tôi (tiếng Bồ Đào Nha: Meu Pé de Laranja Lima) là một cuốn tiểu thuyết của tác giả José Mauro de Vasconcelos. Cuốn sách được xuất bản lần đầu vào năm 1968 và được đưa vào giảng dạy trong môn ngữ văn ở chương trình tiểu học của Brasil. Nó cũng được dịch và xuất bản ở Mỹ, châu Âu và châu Á.
Cuốn tiểu thuyết là một phần trong bộ bốn tác phẩm tự truyện của Vasconcelos. Nội dung tập trung xoay quanh về các giai đoạn khác nhau trong cuộc đời của nhân vật chính Zezé, hay chính là tác giả Vasconcelos. Bốn cuốn sách được xuất bản theo trình tự ngẫu nhiên mà không đúng theo trình tự thời gian trong cuộc đời tác giả. Phần tiếp theo dựa trên cốt truyện của cuốn tiểu thuyết là Doidão được xuất bản vào năm 1963, 5 năm trước khi ra mắt Cây cam ngọt của tôi. Nó kể về cuộc sống của Zezé khi cậu đang trong giai đoạn thời niên thiếu.
Cuốn sách lần đầu xuất bản vào năm 1968 ở São Paulo, Brazil và được viết bằng tiếng Bồ Đào Nha. Bộ phim chuyển thể theo cuốn tiểu thuyết được ra mắt vào năm 2012.

## Cốt truyện
Zezé là một cậu bé sống ở Bangu, Rio de Janeiro trong một gia đình nghèo khó. Bởi vì mọi người đều bận hỗ trợ cho gia đình, Zezé thường bị bỏ lại cùng người em trai út Luís. Cậu còn hay bày những trò nghịch ngợm tinh quái khiến cha mẹ và các anh chị tức giận, nên họ thường đánh mắng cậu để trừng phạt.
Sau khi cha của Zezé bị đuổi việc, cả gia đình dọn đi sống ở nơi khác. Ở ngôi nhà mới của họ có một vài cái cây mà các anh chị của Zezé đều đã lấy làm của mình. Khi các anh chị đều đã giành lấy gần hết những cái cây, Zezé cảm thấy buồn bã. Nhưng người chị gái Glória của cậu bảo cậu thử đi tìm thêm ở sân sau, và Zezé sớm tìm thấy một cây cam nhỏ. Ban đầu, Zezé không thích cái cây của mình. Nhưng bằng một cách đáng kinh ngạc, cậu nhận ra rằng mình có thể nói chuyện được với nó. Cậu đặt tên cho cây cam là Pinkie, và cả hai từ đó trở thành những người bạn thân.
Ngay sau khi đã có "người bạn đồng hành" của riêng mình, Zezé vẫn tiếp tục làm những trò đùa nghịch ngợm. Cậu quyết định bám càng theo chiếc xe của một ông lão người Bồ tên là Manuel Valadares. Xui xẻo thay, Zezé bị Valadares bắt quả tang và bị làm cho bẽ mặt ở nơi công cộng. Điều đó khiến Zezé thề sau này mình sẽ trả thù. Tuy nhiên, Valadares nhận ra rằng Zezé còn là trẻ con nên mới có thái độ như vậy, ông đề nghị được kết bạn với Zezé. Với tình bạn này, Zezé đã học được rằng tình yêu thương thật sự là gì.
Hai người họ cùng chia sẻ những kỉ niệm đẹp đẽ như hai người bạn tốt của nhau. Nhưng buồn thay, Valadares qua đời trong một vụ tai nạn tàu hỏa. Zezé gặp phải chấn thương tâm lý trầm trọng khiến cậu bị ốm nặng. Cuối cùng, Zezé đã vượt qua cơn khủng hoảng tinh thần, nhưng cậu không thể trò chuyện cùng với Pinkie được nữa. Zezé còn biết được tin từ cha mình rằng ông đã tìm được việc làm mới và cuộc sống của họ sẽ trở nên tốt hơn. Nhưng Zezé tự thú nhận rằng cha cậu đã chết trong tâm trí cậu vì những gì ông đã đối xử với cậu, và giờ đây cậu buồn bã vì đã mãi mãi mất đi người cha "thật sự" của mình, Manuel Valadares.

## Phim chuyển thể
Bộ phim chuyển thể có tên Cây cam ngọt của tôi được công bố vào năm 2012. Phim do Marcos Bernstein đạo diễn và Katia Machoda từ Passaro Films sản xuất. 'MEU PE DE LARANJA LIMA' được xếp loại là một bộ phim nước ngoài vì ngôn ngữ sản xuất là tiếng Bồ Đào Nha, và phim được các nước như Pháp, Đức và Hàn Quốc phát hành.
Sau khi phim phát hành, có một số suy đoán chỉ ra những chi tiết còn thiếu khi phim chuyển thể từ cuốn sách, nhưng kĩ thuật quay phim vẫn được khen ngợi. Hơn nữa, đạo diễn còn tạo ra điểm nhấn riêng trong câu chuyện của mình khi để nhân vật ông Bồ trở thành một người quan trọng trong cuộc đời của Zezé với vai trò là một người bạn thực sự, ông lại còn có ảnh hưởng trực tiếp đến việc sau này Zezé trở thành một nhà văn trong phim.
Kể từ khi phát hành, Cây cam ngọt của tôi đã tham gia nhiều liên hoan phim trong nước cũng như quốc tế. Phim được giới thiệu lần đầu ở FILMART vào năm 2010 và từng được đưa vào danh sách dự liên hoan phim Cannes vào các năm 2010, 2012 và 2013. Tuy nhiên, bộ phim không chỉ là phim được đề cử cùng nhiều bộ phim khác, nó còn là bộ phim thắng giải. Như ở Giải thưởng điện ảnh lớn của Brazil vào năm 2014, nó đoạt giải thưởng phim thiếu nhi xuất sắc nhất và ở Liên hoan phim quốc tế Zlín dành cho trẻ em và người trẻ năm 2013, nó giành được giải bộ phim đặc sắc nhất dành cho trẻ em. Bên cạnh đó, vào năm 2012, ở Liên hoan phim Rome lần thứ 7, bộ phim còn được nhận giải thưởng Alice.